# Aldeanueva de Atienza
Aldeanueva de Atienza es una localidad española del municipio de Condemios de Arriba, perteneciente a la provincia de Guadalajara, en la comunidad autónoma de Castilla-La Mancha. Está situada en la comarca de la Sierra Norte, a pies de la sierra de Alto Rey y en el valle del río Cristóbal. Está constituida como entidad de ámbito territorial inferior al municipio (EATIM).

## Geografía
Situada en la falda de la sierra de Alto Rey, limita con las siguientes localidades: Condemios de Arriba (al norte), Bustares (al este),  El Ordial (al sur) y La Huerce (al oeste). La localidad está situada dentro del parque natural de la Sierra Norte de Guadalajara, a unos 6 km de distancia de la localidad de Condemios de Arriba, la capital municipal.
Dentro del término de la localidad, se encuentra el río Pelagallinas, en el que en sus proximidades se encuentra un merendero junto a la carretera en dirección a Condemios de Arriba. Además en el término se encuentra la cumbre del Mojón Cimero (1589 m). Actualmente, el pueblo vive de la agricultura y del ganado vacuno.

## Historia
No se tienen datos concretos de su origen, pero sí se sabe que esta aldea perteneció a la villa de Atienza tras la reconquista jurisdiccionalmente, siendo el origen del actual pueblo del siglo XVII, llamándose en sus inicios Aldeanueva, hasta el censo de 1857 en el que pasó a llamarse Aldeanueva de Atienza.
A mediados del siglo XIX, el lugar, por entonces con ayuntamiento propio, tenía contabilizada una población de 83 habitantes. Aparece descrito en el primer volumen del Diccionario geográfico-estadístico-histórico de España y sus posesiones de Ultramar de Pascual Madoz de la siguiente manera:

ALDEANUEVA DE ATIENZA: l. con ayunt. de la prov. de Guadalajara (10 leg.), part. jud. de Atienza (4), aud. terr. y c g. de Madrid (20), adm. de rent. y dióc de Sigüenza (7): sit. al S. de la cap. de prov. en la falda SSO. de la sierra de Alto-Rey, y en el declive de dos opuestos cerros, en los que corre un arroyo que, partiendo de lo alto de dicha sierra y punto llamado Pelagallinas, divide el pueblo á lo largo en dos partes iguales: está solo ventilado por el SO., y aunque goza de sano clima, se esperimentan reumatismos que se atribuyen á la influencia del arroyo espresado: tiene 25 casas útiles y 3 arruinadas, que pueden llamarse pequeñas chozas, con cobertizos de pizarra; el suelo es el de la naturaleza, modificado por las continuas pisadas de los moradores: hay casa consistorial con cárcel, escuela de primera educacion servida por el sacristan, que es á la vez secretario de ayunt., y percibe por el primer concepto 3 celemines de centeno por cada uno de los 17 alumnos de ambos sexos que concurren á ella; igl. aneja á la parr. de Ordial, dedicada á la Purísima Concepcion, y una fuente sit. á la parte inferior del pueblo, de agua delicada para el uso de los vec. Confina el térm. por N. con Comdemios de Abajo y Albendiego; E. con Gascueña; S. con el Ordial, y O. con la Huerce: comprende 3,000 fan. de tierra, de las que se cultivan 200, y son todas de 3.ª clase, en las que se siembra centeno, patatas y berzas; 500 están de pradera, y las 2,300 restantes son de peñascos, pedrizas y terreno montuoso: le riega el arroyo que se ha referido, llamado Pelagallinas, y otros muchos manantiales de aguas cristalinas y frescas, esparcidos por el térm.; pero lo mas notable que en él existe, es la ermita del Alto-Rey, que está en lo mas elevado de la sierra de este nombre: es de piedra sillería construida con mucha solidez á fines del siglo pasado, y es célebre por todos los pueblos de la comarca por su posicion elevada: el terreno es de ínfima calidad y escasa prod.: los caminos son locales y sendas que no merecen notarse: el correo se recibe en Cogolludo: prod.: centeno y patatas: se cria algún ganado lanar, cabrio y 17 pares de bueyes de labor: pobl.: 22 vec., 83 alm.: cap. prod.: 514,500 rs.: imp.: 28,305: contr.: 1,194 rs. 24 mrs.: presupuesto municipal: 500 rs. Se cubre con repartimiento vecinal: no tiene propios.
(Madoz, 1845, pp. 501-502)

En el siglo XX, durante la guerra civil española, fue quemada la iglesia del pueblo y sus retablos de principios del siglo XVI. Tras acabar la guerra unos misioneros enseñaron a los carpinteros locales a construir retablos y demás, siendo construidos estos por el carpintero local de Aldeanueva, el cual construyó más retablos en otros pueblos de la zona. Tras la guerra, en 1972, el ayuntamiento de Aldeanueva de Atienza, pasó a formar parte del municipio de Condemios de Arriba; pese a ser voluntario, a la caída del franquismo se intenta volver a convertir a Aldeanueva de Atienza en un municipio, consiguiendo que se convirtiera en Entidad de Ámbito Territorial Inferior al Municipio el 15 de septiembre de 1986.

## Demografía
| Gráfica de evolución demográfica de Aldeanueva de Atienza entre 1842 y 1970 |
| |
| Población de derecho según los censos de población del INE Población de hecho según los censos de población del INEEntre el censo de 1981 y el anterior, este municipio desaparece porque se integra en el municipio Condemios de Arriba |

| 272                       | 231 | 237 | 219 | 193 | 182 | 81 | 36 |
| (Fuente: INE [Consultar]) |     |     |     |     |     |    |    |

## Patrimonio
- Iglesia del siglo XVIII.

## Fiestas
- Fiestas en honor a la patrona la Purísima Concepción: El día 8 de diciembre, en honor a la patrona, la gente del pueblo se reúne en el ayuntamiento, a celebrar una comida en su honor con una misa previa.
- Semana Santa: Todos los años en Semana Santa, se realizan una serie de festejos religiosos que consisten en:
  - Jueves Santo: Se celebra una misa sobre las 22:00, la cual acaba encendiendo velas en una fogata, en honor a Jesucristo.
  - Viernes Santo: En honor a la muerte de Jesucristo y al calvario, se realiza una procesión en su honor, llevando a un Jesucristo por todo el pueblo, acompañado por los vecinos y por diferentes objetos.
  - Sábado Santo: Debido a la conmemoración de la muerte de Jesucristo, los lugareños realizan una ofrenda.
  - Tras esta procesión, la Semana Santa, acaba en Aldeanueva con una misa el Domingo de Resurrección.
- Fiestas de agosto: Celebradas la segunda quincena del mes de agosto, el viernes, sábado y domingo. Acudiendo a estas la mayoría de los veraneantes del pueblo y los que tienen aquí fijada su segunda residencia. Durante estas el sábado y el domingo se celebran dos comidas en la plaza del pueblo para todo el mundo y el viernes y el sábado por la noche hay en la plaza del pueblo espectáculos musicales para todos.
- Romería del Santo Alto Rey: Celebrada el primer sábado de septiembre, gente de todos los pueblos de la zona se reúnen para celebrar una misa en honor a la Romería y a la devoción de los lugareños en las inmediaciones de la ermita del Alto Rey. Seguida de una comida, acompañada de un mercadillo.